# Jarrett Culver
Jarrett Culver (nascido em 20 de fevereiro de 1999) é um jogador de basquete profissional americano do Atlanta Hawks da National Basketball Association (NBA), em um contrato de duas vias (two way).
Ele jogou basquete universitário em Texas Tech Red Raiders e foi selecionado pelo Phoenix Suns como a 6ª escolha geral no Draft da NBA de 2019.

## Primeiros anos
Culver nasceu, filho de Regina e Hiawatha Culver Jr., em Dallas, Texas. Aos três anos, ele se mudou para Lubbock, Texas, onde cresceu. Seu pai é pastor na Rising Star Baptist Church e sua mãe é diretora de uma Head Start local.
Culver cresceu jogando futebol americano e futebol antes de se concentrar no basquete, enquanto estudava na Irons Middle School. Ele costumava jogar NBA 2K e basquete em sua garagem com seus irmãos mais velhos, Trey e JJ

## Carreira no ensino médio
Culver estudou na Coronado High School em Lubbock, onde jogou basquete. Em seu terceiro ano, ele teve uma média de 20 pontos por jogo, levando sua equipe às semifinais regionais 6A. Culver foi nomeado Jogador do Ano do Lone Star Varsity pelo Lubbock Avalanche-Journal.
Em sua última temporada, ele teve uma média de 30 pontos e liderou seu time em rebotes e assistências. No início dessa temporada, Culver agravou uma lesão no ombro que sofreu originalmente em seu terceiro ano, mas ainda levou Coronado aos playoffs e foi reeleito Jogador do Ano do Lone Star Varsity.
Culver era um recruta de três estrelas e se comprometeu com Texas Tech em 22 de setembro de 2016. Ele recebeu ofertas de vários outros programas da Divisão I da NCAA, incluindo Baylor, Texas e Illinois.
| Informações de Recrutamento | Informações de Recrutamento                  | Informações de Recrutamento | Informações de Recrutamento | Informações de Recrutamento | Informações de Recrutamento |
| Nome | Cidade Natal                                 | Escola/Universidade         | Altura                      | Peso                        | Data da revisão             |
| --- | -------------------------------------------- | --------------------------- | --------------------------- | --------------------------- | --------------------------- |
| Jarrett Culver SG | Lubbock, TX                                  | Coronado (TX)               | 1.96 m                      | 79 kg                       | 22 de setembro de 2016      |
| Jarrett Culver SG | Recrutamento: Rivais: \| 247sports: \| ESPN: |                             |                             |                             |                             |
| Classificação geral de novatos: 247sports: 64º \| ESPN: 43º |                                              |                             |                             |                             |                             |
| - Nota : Em muitos casos, Scout, Rivals, 247Sports e ESPN podem entrar em conflito em suas listas de altura e peso, nestes casos, a média foi obtida. - Nota: A ESPN mede os calouros numa escala de 0 a 100. - Fonte: |                                              |                             |                             |                             |                             |

## Carreira universitária

### Primeira temporada
Em 10 de novembro de 2017, Culver estreou por Texas Tech em uma vitória por 75-50 sobre South Alabama, marcando 2 pontos em 16 minutos. Em 22 de novembro, ele marcou 21 pontos contra Wofford. Em seu jogo seguinte, Culver registrou 18 pontos e 7 assistências em uma vitória de 103-69 sobre Savannah State. Dois dias depois, ele foi nomeado o Novato da Semana da Big 12.
Em 16 de dezembro, Culver registrou 8 pontos e 6 roubos de bola contra Rice. Ele registrou seu primeiro duplo-duplo em 26 de fevereiro de 2018 contra West Virginia, registrando 26 pontos e 12 rebotes.
Como calouro, Culver teve médias de 11,2 pontos, 4,8 rebotes e 1,1 roubos de bola. Ele marcou 229 pontos em jogos de conferência, quebrando o recorde de mais pontos feitos por um calouro de Texas Tech estabelecido por Martin Zeno em 2005.

### Segunda temporada
Culver assumiu um papel de liderança em seu segundo ano universitário com as saídas dos jogadores-chave Zhaire Smith e Keenan Evans. Ele fez sua estreia em 6 de novembro de 2018, registrando 16 pontos e 4 assistências em uma vitória por 87-37 sobre Incarnate Word. Em 20 de novembro, Culver marcou 26 pontos contra Nebraska e ganhou o Prêmio de MVP do Hall of Fame Classic. Em 15 de dezembro, Culver marcou 30 pontos, acertando 12 dos 13 arremessos que tentou, na vitória sobre Abilene Christian. Pouco depois, ele ganhou o Prêmio de Jogador da Semana da Big 12. Em 9 de março de 2019, Culver marcou 31 pontos contra Iowa State, o recorde da sua carreira.
Depois de liderar os Red Raiders para o título da temporada regular da Big 12, ele foi nomeado o Jogador do Ano da Big 12. Nas quartas de final do Torneio da Big 12, apesar de ter registrado 26 pontos e 10 rebotes, Culver e os Red Raiders foram derrotados por West Virginia. Na primeira rodada do Torneio da NCAA de 2019, Culver quase registrou um triplo-duplo com 29 pontos, 8 rebotes e 7 assistências na vitória contra Northern Kentucky. Na segunda rodada, ele registrou 16 pontos, 10 rebotes, 5 assistências, 3 roubos de bola e 2 bloqueios na vitória contra Buffalo. Nas Semifinais Regionais (Sweet 16), ele ajudou a levar os Red Raiders a uma virada histórica sobre o Michigan, marcando 22 pontos. Nas Finais Regionais (Elite Eight), ele novamente liderou Texas Tech com 19 pontos e a vitória sobre Gonzaga, resultando na primeira aparição do programa nas Semifinais Nacionais (Final Four). Contra Michigan State, ele marcou 10 pontos em uma vitória de 61-51. Na Final da NCAA, Culver marcou 15 pontos na derrota por 85-77 para Virginia.
Após a temporada, Culver se declarou para o Draft da NBA de 2019.

## Carreira profissional

### Minnesota Timberwolves (2019–Presente)
Culver foi selecionado como a sexta escolha geral no Draft da NBA de 2019 pelo Phoenix Suns. No entanto, seus direitos de draft foram imediatamente negociados para o Minnesota Timberwolves em troca de Dario Šarić e a décima primeira escolha do draft. A negociação foi oficialmente concluída em 6 de julho. Dois dias depois, em 8 de julho de 2019, o Minnesota Timberwolves anunciou que havia assinado um contrato com Culver.
Em 23 de outubro de 2019, Culver fez sua estreia na NBA, saindo do banco em uma vitória por 127-126 sobre o Brooklyn Nets registrando quatro pontos, duas assistências e um roubo de bola.
Em sua primeira temporada, ele jogou 63 jogos (35 como titular) com médias de 9.2 pontos, 3.4 rebotes e 1.7 assistencias em 23.9 minutos.

## Estatísticas da carreira

### NBA

#### Temporada regular
| Ano     | Equipe    | PJ | PT | MPJ  | AP   | 3P   | LL   | RT  | AS  | BR | TO | PPJ |
| ------- | --------- | -- | -- | ---- | ---- | ---- | ---- | --- | --- | -- | -- | --- |
| 2019–20 | Minnesota | 63 | 35 | 23.9 | .404 | .299 | .462 | 3.4 | 1.7 | .9 | .6 | 9.2 |

### Universidade
| Ano      | Equipe     | PJ | PT | MPJ  | AP   | 3P   | LL   | RT  | AS  | BR  | TO | PPJ  |
| -------- | ---------- | -- | -- | ---- | ---- | ---- | ---- | --- | --- | --- | -- | ---- |
| 2017–18  | Texas Tech | 37 | 20 | 26.4 | .455 | .382 | .648 | 4.8 | 1.8 | 1.1 | .7 | 11.2 |
| 2018–19  | Texas Tech | 38 | 38 | 32.5 | .461 | .304 | .707 | 6.4 | 3.7 | 1.4 | .6 | 18.5 |
| Carreira | Carreira   | 75 | 58 | 29.5 | .459 | .341 | .687 | 5.6 | 2.8 | 1.3 | .6 | 14.9 |

Fonte:

## Vida pessoal
Culver é um cristão. Seu pai, Hiawatha Culver Jr. é o capelão de Texas Tech e faz uma oração pré-jogo antes de cada jogo em casa.
No colégio, Jarrett jogou basquete com o seu irmão mais velho, J.J., que mais tarde se juntou ao time da Wayland Baptist University. Foi relatado que JJ marcou cem pontos em um jogo de basquete universitário pela Wayland Baptist University.

Trey, seu irmão mais velho, era um atleta do salto em altura da Texas Tech, tendo a quarta melhor marca na história do colégio em 2018.